# راجر وردی
راجر وردی (انگلیسی: Roger Verdi؛ زادهٔ ۴ فوریهٔ ۱۹۵۳) بازیکن فوتبال اهل کنیا است.
از باشگاه‌هایی که در آن بازی کرده‌است می‌توان به باشگاه فوتبال ولورهمپتون واندررز اشاره کرد.